# Museo mineralogico campano
Il Museo mineralogico campano è un museo naturalistico sito a Vico Equense. Istituito nel 1992, ospita al suo interno una collezione di minerali e di fossili; dal 1999 organizza, assieme al comune di Vico Equense, il Premio scientifico Capo D'Orlando.

## Storia e descrizione
Il museo è stato inaugurato il 22 ottobre 1992 per volere della Fondazione Discepolo, ente nato dalla collaborazione del comune di Vico Equense con la famiglia Discepolo. Era infatti un membro di questa famiglia, l'ingegnere Pasquale Discepolo, a possedere una collezione di minerali raccolti in oltre 50 anni di ricerca; nelle tre sale del museo, che ha cambiato sede nel 2011, trasferendosi in un ex convento del XVII secolo, sono esposti circa 3 500 minerali su un totale di oltre 5 000 appartenenti alla collezione, disposti in 34 vetrine e classificati in base alle classi mineralogiche ideate dallo scienziato Hugo Strunz. Sono presenti ossidi, solfati, carbonati, fosfati, silicati, e solfuri.
Della collezione fanno parte alcuni minerali provenienti dal monte Somma e dal Vesuvio, alcuni raccolti dopo l'eruzione del 1944, come i cristalli di vesuvianite ed altri minerali caratteristici per il loro potere fluorescente, i quali acquistano una colorazione sgargiante a contatto con la luce ultravioletta; figurano anche meteoriti di varia composizione, tra cui un aggregato di manganese rinvenuto sul fondo dell'oceano Pacifico, una tugtupite della Groenlandia ed un meteorite, caduto nel 2600 a.C., ritrovato ad Odessa, in Texas.
Nel 1997, è stata anche istituita la sezione di paleontologia, con oltre centro fossili e con l'esposizione di rettili del Permiano, tra cui il Notosauro e il Mesosauro, due uova di dinosauro e fossili animali e vegetali, a cui nel 1999 si è aggiunto il diorama di "Ciro", un piccolo dinosauro rinvenuto a Pietraroja, ed altri resti di dinosauro, dono del paleontologo canadese Philip J. Currie. 
Nel 2001 è stata aperta una sezione dedicata alle gemme, in cui sono state messe in mostra oltre cinquecento pietre dure, come onice, quarzo, diasporo, tormalina, agata, dono degli architetti Ezio De Felice e Eirene Sbriziolo. 
Nel 2003 il museo si arricchito della sezione antropologica grazie alla generosità del Dr. Angelo Pesce, che ha donato numerosi esemplari di industria litica del Paleolitico e del Neolitico provenienti dalla Libia ed altre località del Nord Africa. Nel 2014 è stata istituita la sezione dedicata alla malacologia, grazie alla donazione di mille conchiglie da parte del collezionista Antonino Casola.
Nel maggio 2015 Andre Geim, premio Nobel per la fisica nel 2010, ha donato al museo esemplari di grafene, il rivoluzionario materiale ricavato dalla grafite. Ciò rende il museo di Vico Equense tra i pochi al mondo per la presenza di tali campioni.